# MIDNIGHT HALLELUJAH
「MIDNIGHT HALLELUJAH」（ミッドナイト・ハレルヤ）は、1993年6月にリリースされた中村あゆみの20枚目のシングルである。
規格品番はHBDL-1504。

## 解説
- 表題曲はCAPCOMスーパーファミコン用ソフト「ファイナルファイト2」のイメージソング。
- 同年2月に発売されたアルバム『DREAMS』からのリカット曲。
- プロレスラーの鈴木みのるが入場曲としてよく使用していた。
- カップリングの「やせっぽっちのジョニーE.」は1993年5月10日の広島アステールプラザで行ったライブを収録したもの。

## 収録曲
1. MIDNIGHT HALLELUJAH
  - 作詞／作曲:中村あゆみ／編曲:和田春彦
2. やせっぽっちのジョニーE. (Live Version)
  - 作詞／作曲:高橋研／編曲:The Midnight Kids
3. MIDNIGHT HALLELUJAH (カラオケ)

## 収録作品
- MIDNIGHT HALLELUJAH
  - DREAMS
  - Decade-Ayumi Live-<Live Version>
  - BEST COLLECTION HUMMING BIRD YEARS '84-'93
- やせっぽっちのジョニーE. (Live Version)
  - BEST COLLECTION HUMMING BIRD YEARS '84-'93